# 2957 Tatsuo

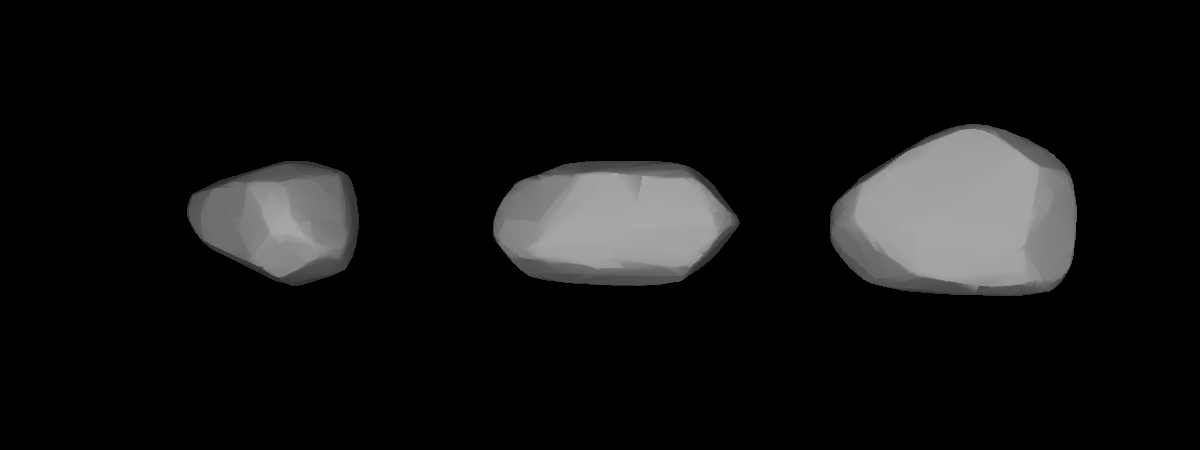
2957 Tatsuo

2957 Tatsuo eller 1934 CB1 är en asteroid i huvudbältet, som upptäcktes 5 februari 1934 av den tyske astronomen Karl Wilhelm Reinmuth i Heidelberg. Den har fått sitt namn efter den japanske astronomen Tatsuo Yamada.
Asteroiden har en diameter på ungefär 22 kilometer och den tillhör asteroidgruppen Eos.